# Stevo Šinik
Stevo Šinik (13. kolovoza, 1963.), hrvatski je karikaturist. Poznat je pod umjetničkim imenom Stiv Cinik.

## Karijera
Karikaturom se počeo baviti krajem sedamdesetih godina 20. stoljeća, a profesionalno joj se posvetio početkom devedesetih kad se počinje baviti i animiranim filmom.
Završio je školu za primijenjenu umjetnost u Novom Sadu. Godine 1989. dolazi u Zagreb i radi na mnogim animiranim projektima - najprije kao animator, a onda kao samostalni autor. Autorski film Snjegovići nagrađen je na Animafestu Zagreb 1994.
Cinik je autor legendarne humoristične crtane serije Laku noć, Hrvatska koja je emitirana na Novoj TV tijekom cijele 2005. godine te crtića iz serijala Cinik TV. Njegov potpis nose i Snjegovići i niz drugih, a bio je i animator televizijskog serijala Mali leteći medvjedići.
Od 2010. stvara karikature za mrežni portal Dnevno.hr, kojima svakodnevno ismijava hrvatsku političku zbilju. Karikaturni stripovi mu izlaze na zadnjoj stranici zadarskog Hrvatskog tjednika.
Najutjecajnija svjetska televizijska kuća BBC 29. rujna 2012. emitirala je njegov animirani uradak, satirični crtić. Radi se o parodiji na Republikance i njihova predsjedničkog kandidata Romneya. Od hrvatskog karikaturista naručili su ga Demokrati. Duhoviti crtić traje četiri minute i prvi je uradak takve vrste koji je stigao iz Hrvatske na CNN.

## Vanjske poveznice
- Dnevno.hr  Arhivirana inačica izvorne stranice od 24. rujna 2012. (Wayback Machine) Stiv Cinikove karikature
- Dnevno.hr  Arhivirana inačica izvorne stranice od 24. rujna 2012. (Wayback Machine) Cinik TV na portalu Dnevno.hr